# Álvaro Betancur
Álvaro Betancur (Medellín, 3 gennaio 1950) è un ex tennista colombiano.

## Carriera
Ha raggiunto i quarti di finale al Santiago Open 1977 e la semifinale a South Orange nel 1980, nei tornei dello Slam ha come miglior risultato il secondo turno sia al Roland Garros che agli US Open. Vanta una migliore classifica con il 68º posto raggiunto nell'ottobre 1976.

Ha fatto parte della squadra colombiana di Coppa Davis dal 1970 al 1979 vincendo due incontri e perdendone otto, nell'edizione del 1976 ha giocato il set più lungo nella storia della competizione durante la sconfitta contro il canadese Dale Power per 6-4, 22-24, 2-6, 6-3, 7-5.